# عمر حسن
عمر حسن (4 أبريل 1991 - ) هو لاعب كرة طائرة مصر. شارك في الكرة الطائرة في الألعاب الأولمبية الصيفية 2016.

## وصلات خارجية
- عمر حسن على موقع أوليمبيديا (الإنجليزية)